# Дунъин
Дунъи́н (кит. упр. 东营, пиньинь Dōngyíng, буквально: «Восточный военный лагерь») — городской округ на севере китайской провинции Шаньдун.

## География
Расположен в устье реки Хуанхэ; граничит на западе с Биньчжоу, на юго-западе — с Цзыбо и на юге — с Вэйфаном. На севере и востоке городской округ ограничен побережьем Жёлтого моря протяженностью 350 км и имеет соответственно выходы к Бохайскому заливу и заливу Лайчжоу. Максимальная длина с севера на юг составляет 123 км, с востока на запад — 74 км.

### Климат
| Показатель                                    | Янв. | Фев. | Март | Апр. | Май  | Июнь | Июль | Авг. | Сен. | Окт. | Нояб. | Дек.  | Год   |
| --------------------------------------------- | ---- | ---- | ---- | ---- | ---- | ---- | ---- | ---- | ---- | ---- | ----- | ----- | ----- |
| Абсолютный максимум, °C                       | 15   | 19   | 25,1 | 31,9 | 40,7 | 39   | 37,8 | 37,5 | 36   | 32,1 | 46    | 20,8  | 46    |
| Средний суточный максимум, °C                 | 0,9  | 3,4  | 9,5  | 17,8 | 24,1 | 28,1 | 29,2 | 28,3 | 24,9 | 18,9 | 10,2  | 3,6   | 16,6  |
| Средняя температура, °C                       | −3   | −0,5 | 5    | 12,5 | 19   | 23,5 | 25,5 | 25   | 20,5 | 14   | 6     | 0     | 12,3  |
| Средний суточный минимум, °C                  | −6,2 | −4,3 | 1,1  | 8,4  | 14,2 | 19,4 | 22,6 | 22,5 | 17,2 | 10,5 | 2,7   | −3,5  | 8,7   |
| Абсолютный минимум, °C                        | −14  | −14  | −9,8 | −1,3 | 1    | 11   | 8    | 11   | 7    | −2   | −11   | −17,2 | −17,2 |
| Норма осадков, мм                             | 3    | 6    | 15   | 18   | 39   | 57   | 120  | 63   | 33   | 21   | 6     | 6     | 32,3  |
| Источник: World Weather Online Meoweather.com |      |      |      |      |      |      |      |      |      |      |       |       |       |

## История
В 1961 году возле деревни Дунъин уезда Гуанжао было открыто месторождение Шэнли — второе по величине нефтяное месторождение КНР. В 1965 году в составе Специального района Хуэйминь (современного Биньчжоу) был создан Дунъинский рабочий комитет для управления районом добычи нефти.
В августе 1982 года правительство провинции Шаньдун обратилось в Госсовет КНР с предложением о выделении района нефтяных месторождений в отдельный городской округ. В ноябре 1982 года Госсовет КНР такое решение принял, и 15 октября 1983 года был официально образован городской округ Дунъин.
В 2016 году уезд Кэньли был преобразован в район городского подчинения.

## Административно-территориальное деление
Городской округ Дунъин делится на 3 района, 2 уезда:
| Карта | #     | Статус  | Название | Иероглифы     | Пиньинь | Население (2010 прим.) | Площадь (км²) | Плотность населения (/км²) |
| ----- | ----- | ------- | -------- | ------------- | ------- | ---------------------- | ------------- | -------------------------- |
| 1     | Район | Дунъин  | 东营区   | Dōngyíng qū   | 620 000 | 1155                   |               |                            |
| 2     | Район | Хэкоу   | 河口区   | Hékǒu qū      | 214 700 | 2139                   |               |                            |
| 3     | Район | Кэньли  | 垦利区   | Kěnlì qū      | 220 000 | 2204                   |               |                            |
| 4     | Уезд  | Лицзинь | 利津县   | Lìjīn xiàn    | 300 000 | 1287                   |               |                            |
| 5     | Уезд  | Гуанжао | 广饶县   | Guǎngráo xiàn | 500 000 | 1138                   |               |                            |

## Экономика
В 2010 году ВВП равнялся 235,994 млрд. юаней, что составляет 6,02 % от общего ВВП процинции Шаньдун. По размеру ВВП Дунъин находился на 8-м месте в провинции и на 45-м месте в целом по стране.
ВВП на душу населения в 2010 году был на уровне 116,404 тыс. юаней. По этому показателю Дунъин находился на 1-м месте в провинции и на 4-м месте в целом по стране.

## Транспорт

### Водный
В портовой зоне Дунъина расположено крупное нефтехранилище компании China National Offshore Oil Corporation.

### Авиационный
В городском округе есть аэропорт Дунъин Шэнли.

## Достопримечательности
В Дунъине есть установленный в 1995 году памятник Хуанхэ (кит. 黄河水体纪念碑), в котором помещено 1093 резервуара с пробами воды, взятыми через каждые пять километров от истока до устья реки Хуанхэ.

## Города-побратимы
- Мидленд, Техас, США
- Самчхок, Республика Корея
- Магас, Ингушетия, Россия[7].